# 마타기
마타기(일본어: マタギ)란 일본의 동북지방・북해도에서 북관동・코신에츠지방에 걸친 산간지대에서 예로부터 전해지는 방법을 사용해 집단으로 수렵을 하는 이들을 말한다. 사냥감은 주로 곰이고, 그 밖에 산양・일본원숭이・토끼 등을 사냥감으로 삼는다.
그 역사는 헤이안시대까지 거슬러 올라간다. 근세 이후로는 사냥에 총을 사용하게 되었지만, 독특한 생명윤리와 종교관을 가지고 있다는 점에서 일본의 다른 지방의 사냥꾼이나 근대적인 사냥꾼(헌터)와는 질적으로 다르다. 아이누 문화의 영향을 받은 것이라는 설도 있다. 근대화 이후 삼림면적의 감소와 금렵정책, 산촌의 사회경제환경 변화로 인해 마타기 사냥꾼들의 수효는 감소일변도다. 